# CJ Adams
Cameron John «CJ» Adams (Rhode Island, 6 de abril de 2000) es un actor estadounidense.

## Carrera
Interpretó el personaje principal en la película de 2012, La extraña vida de Timothy Green lo que le valió el Premio Young Artist a "Mejor Actor Principal Joven de Diez años o Menos". Anteriormente, había tenido un papel en la película de 2007, Dan in Real Life.

## Filmografía
| Año  | Película                         | Rol               | Notas |
| ---- | -------------------------------- | ----------------- | ----- |
| 2014 | Godzilla                         | Ford Brody (niño) |       |
| 2013 | Against the Wild                 | Zach Wade         |       |
| 2012 | La extraña vida de Timothy Green | Timothy Green     |       |
| 2007 | Dan in Real Life                 | Elliot Burns      |       |